# Ruijalainen
Ruijalainen är en ö i Finland. Den ligger i Kemi älv och i kommunen Tervola i den ekonomiska regionen  Kemi-Torneå  och landskapet Lappland, i den norra delen av landet, 700 km norr om huvudstaden Helsingfors. Öns area är 0,7 hektar och dess största längd är 200 meter i nord-sydlig riktning.